# Vincenzo Aita
Vincenzo Aita (n. 14 septembrie 1948 la Eboli) este un om politic italian, membru al Parlamentului European în perioada 2004-2009 din partea Italiei. 
1. ↑  Deputații în Parlamentul European